# Jogos Desportivos Luso-Brasileiros
Os Jogos Desportivos Luso-Brasileiros, ou simplesmente Jogos Luso-Brasileiros, foram um evento multidesportivo trienal disputado por Brasil e Portugal.
Foi idealizado por João Havelange, que acabara de assumir a presidência da CBD (Confederação Brasileira de Desportos) e desejava ampliar seu protagonismo internacional.
A curiosidade sobre o evento é que havia a distribuição de medalhas comemorativas a todos os participantes. Também era recomendado que fossem realizados de preferência em várias cidades, dando maior amplitude no país da sua realização.

## Edições
O evento teve 5 edições, sempre disputado a cada três anos.
| Edição | Ano  | Local de Disputa | Ref.        |
| ------ | ---- | ---------------- | ----------- |
| I      | 1960 | Portugal         | [ 1 ] [ 3 ] |
| II     | 1963 | Brasil           | [ 1 ]       |
| III    | 1966 | Portugal         | [ 1 ] [ 2 ] |
| IV     | 1969 | Brasil           | [ 4 ]       |
| V      | 1972 | Portugal         | [ 5 ]       |

## Ver Também
- Jogos da Lusofonia